# Crkva sv. Klementa u Hvaru
Crkva sv. Klementa nalazi se u gradu Hvaru.

## Opis
Jednobrodna građevina s pravokutnom apsidom, sagrađena u 16. stoljeću. Povezana je s dominkanskim hospicijem na otoku kojem je ujedno bila bogomolja. Uz isti hospicij je povezan i nastanak sela, a crkva je postala seoska crkva. Izvrstan oltar s palom koja prikazuje sv. Klementa i sv. Dominika od nepoznatog autora. Kasnije je bila memorijalna crkva Viškog boja.

## Zaštita
Pod oznakom Z-6448 zavedena je kao nepokretno kulturno dobro - pojedinačno, pravna statusa zaštićena kulturnog dobra, klasificirano kao "sakralna graditeljska baština".